# Aurélien Tchouaméni
Aurélien Djani Tchouaméni (sinh ngày 27 tháng 1 năm 2000) là một cầu thủ bóng đá chuyên nghiệp người Pháp hiện đang thi đấu ở vị trí tiền vệ phòng ngự hoặc trung vệ cho câu lạc bộ La Liga Real Madrid và đội tuyển bóng đá quốc gia Pháp.

## Thời thơ ấu
Tchouaméni sinh ra ở Rouen, tỉnh Normandie, nhưng lớn lên ở Bordeaux, tỉnh Gironde. Anh là người gốc Cameroon. Cha anh sinh ra ở Nsamba và mẹ anh ở Bafang. Anh nhập quốc tịch Pháp vào ngày 19 tháng 12 năm 2000 thông qua việc nhập quốc tịch của cha mẹ anh.

## Sự nghiệp câu lạc bộ

### Bordeaux
Tchouaméni có trận ra mắt đội đầu tiên cho Bordeaux trong chiến thắng 1–0 trước đội bóng Latvia FK Ventspils ở vòng sơ loại thứ hai UEFA Europa League vào ngày 26 tháng 7 năm 2018 khi chơi trong vòng 89 phút. Anh ghi bàn thắng đầu tiên trong sự nghiệp câu lạc bộ của mình vào ngày 9 tháng 8 khi ghi bàn thắng cuối cùng trong chiến thắng 3–1 tại Europa League của Bordeaux trước Mariupol.

### Monaco
Vào ngày 29 tháng 1 năm 2020, Tchouaméni ký hợp đồng 4 năm rưỡi với Monaco. Sau khoảng một năm chơi cho câu lạc bộ của mình, anh cuối cùng đã ghi bàn thắng đầu tiên ở giải VĐQG cho câu lạc bộ khi ghi bàn thắng thứ hai trong chiến thắng 3-1 trước Marseille vào ngày 23 tháng 1 năm 2021. Vào ngày 14 tháng 5 năm 2022, anh thực hiện một pha kiến tạo cho đội trưởng câu lạc bộ Wissam Ben Yedder và do đó, anh đã giúp đội giành chiến thắng thứ 9 liên tiếp.

### Real Madrid
Vào ngày 1 tháng 7 năm 2022, Tchouaméni chuyển đến và ký hợp đồng sáu năm với Real Madrid. Phí chuyển nhượng được báo cáo là 80 triệu euro, có thể tăng lên 100 triệu euro do các khoản phí bổ sung.
Anh ra mắt chính thức cho câu lạc bộ vào ngày 10 tháng 8 khi vào sân thay người muộn trong chiến thắng 2–0 trước Eintracht Frankfurt ở UEFA Super Cup để giành danh hiệu cấp câu lạc bộ đầu tiên trong sự nghiệp.
Vào ngày 30 tháng 9 năm 2023, Tchouaméni ghi bàn thắng đầu tiên cho Los Blancos khi đánh đầu ghi bàn trong chiến thắng 3–0 trên sân khách của Madrid trước Girona.

## Sự nghiệp quốc tế
Vào ngày 26 tháng 8 năm 2021, anh lần đầu tiên được gọi vào đội tuyển quốc gia Pháp. Vào ngày 1 tháng 9, anh có trận ra mắt quốc tế trong trận đấu vòng loại FIFA World Cup 2022 gặp Bosnia và Herzegovina khi thay cho Thomas Lemar ở phút 46. Vào ngày 25 tháng 3 năm 2022, Tchouaméni ghi bàn thắng đầu tiên cho đội tuyển quốc gia trong trận giao hữu với Bờ Biển Ngà.
Vào tháng 11 năm 2022, Tchouaméni có tên trong đội tuyển Pháp tham dự FIFA World Cup 2022. Vào ngày 10 tháng 12, anh ghi bàn thắng đầu tiên tại World Cup trong chiến thắng 2–1 trước Anh ở vòng tứ kết.
Vào ngày 18 tháng 12 năm 2022, Tchouaméni đá chính ở trận chung kết FIFA World Cup 2022. Anh là một trong hai cầu thủ Pháp đá hỏng trong loạt sút luân lưu khi Pháp thua Argentina tại sân vận động Lusail Iconic, Qatar.

## Thống kê sự nghiệp

### Câu lạc bộ
Tính đến 14 tháng 4 năm 2024
| Câu lạc bộ          | Mùa giải            | Giải vô địch           | Giải vô địch | Giải vô địch | Cúp quốc gia | Cúp quốc gia | Cúp Liên đoàn | Cúp Liên đoàn | Châu lục | Châu lục | Khác | Khác | Tổng cộng | Tổng cộng |
| Câu lạc bộ          | Mùa giải            | Hạng đấu               | Trận         | Bàn          | Trận         | Bàn          | Trận          | Bàn           | Trận     | Bàn      | Trận | Bàn  | Trận      | Bàn       |
| ------------------- | ------------------- | ---------------------- | ------------ | ------------ | ------------ | ------------ | ------------- | ------------- | -------- | -------- | ---- | ---- | --------- | --------- |
| Bordeaux II         | 2017–18             | Championnat National 3 | 16           | 3            | —            | —            | —             | —             | —        | —        | —    | —    | 16        | 3         |
| Bordeaux            | 2018–19             | Ligue 1                | 10           | 0            | 0            | 0            | 0             | 0             | 9        | 1        | —    | —    | 19        | 1         |
| Bordeaux            | 2019–20             | Ligue 1                | 15           | 0            | 1            | 0            | 2             | 0             | —        | —        | —    | —    | 18        | 0         |
| Bordeaux            | Tổng cộng           | Tổng cộng              | 25           | 0            | 1            | 0            | 2             | 0             | 9        | 1        | —    | —    | 37        | 1         |
| Monaco              | 2019–20             | Ligue 1                | 3            | 0            | —            | —            | —             | —             | —        | —        | —    | —    | 3         | 0         |
| Monaco              | 2020–21             | Ligue 1                | 36           | 2            | 6            | 1            | —             | —             | —        | —        | —    | —    | 42        | 3         |
| Monaco              | 2021–22             | Ligue 1                | 35           | 3            | 4            | 1            | —             | —             | 11       | 1        | —    | —    | 50        | 5         |
| Monaco              | Tổng cộng           | Tổng cộng              | 74           | 5            | 10           | 2            | —             | —             | 11       | 1        | —    | —    | 95        | 8         |
| Real Madrid         | 2022–23             | La Liga                | 33           | 0            | 4            | 0            | —             | —             | 10       | 0        | 3    | 0    | 50        | 0         |
| Real Madrid         | 2023–24             | La Liga                | 25           | 3            | 1            | 0            | —             | —             | 6        | 0        | 2    | 0    | 34        | 3         |
| Real Madrid         | Tổng cộng           | Tổng cộng              | 58           | 3            | 5            | 0            | —             | —             | 16       | 0        | 5    | 0    | 84        | 3         |
| Tổng cộng sự nghiệp | Tổng cộng sự nghiệp | Tổng cộng sự nghiệp    | 173          | 11           | 16           | 2            | 2             | 0             | 36       | 3        | 5    | 0    | 233       | 15        |

1. ↑  Bao gồm Coupe de France và Copa del Rey
2. ↑  Bao gồm Coupe de la Ligue
3. ↑  Ra sân tại UEFA Europa League
4. ↑  Ra sân bốn lần và ghi một bàn thắng tại UEFA Champions League, ra sân bảy lần tại UEFA Europa League
5. 1 2  Ra sân tại UEFA Champions League
6. ↑  Ra sân tại UEFA Super Cup, hai lần ra sân tại FIFA Club World Cup
7. ↑  Ra sân tại Supercopa de España

### Quốc tế
Tính đến 26 tháng 3 năm 2024
| Đội tuyển quốc gia | Năm       | Trận | Bàn |
| ------------------ | --------- | ---- | --- |
| Pháp               | 2021      | 7    | 0   |
| Pháp               | 2022      | 14   | 2   |
| Pháp               | 2023      | 8    | 1   |
| Pháp               | 2024      | 2    | 0   |
| Tổng cộng          | Tổng cộng | 31   | 3   |

Tỷ số và kết quả liệt kê bàn thắng của Pháp được để trước, cột tỷ số cho biết tỷ số sau mỗi bàn thắng của Tchouaméni.
| # | Ngày                 | Địa điểm                                         | Trận | Đối thủ          | Bàn thắng | Kết quả | Giải đấu                 |
| - | -------------------- | ------------------------------------------------ | ---- | ---------------- | --------- | ------- | ------------------------ |
| 1 | 25 tháng 3 năm 2022  | Sân vận động Vélodrome, Marseille, Pháp          | 8    | Bờ Biển Ngà      | 2–1       | 2–1     | Giao hữu                 |
| 2 | 10 tháng 12 năm 2022 | Sân vận động Al Bayt, Doha, Qatar                | 19   | Anh              | 1–0       | 2–1     | FIFA World Cup 2022      |
| 3 | 7 tháng 9 năm 2023   | Sân vận động Công viên các Hoàng tử, Paris, Pháp | 26   | Cộng hòa Ireland | 1–0       | 2–0     | Vòng loại UEFA Euro 2024 |

## Danh hiệu

### Câu lạc bộ
Monaco
- Coupe de France á quân: 2020–21[23]

Real Madrid
- La Liga: 2023–24[24]
- Copa del Rey: 2022–23[25]
- Supercopa de España: 2023–24[26]
- UEFA Champions League: 2023–24[27]
- UEFA Super Cup: 2022,[13] 2024
- FIFA Club World Cup: 2022[28]
- FIFA Intercontinental Cup: 2024[29]

### Đội tuyển quốc gia
- UEFA Nations League: 2020–21[30]
- FIFA World Cup á quân: 2022[31]

### Cá nhân
- Cầu thủ trẻ xuất sắc nhất UNFP Ligue 1: 2020–21[32]
- Đội hình xuất sắc nhất UNFP Ligue 1: 2020–21,[33] 2021–22[34]